# Галльська хроніка 452
Га́лльська хро́ніка 452 року (лат. Chronica gallica a. CCCCLII) — пізньоантична хроніка, що описує події в Римській імперії в 379—452 роках.

## Хроніка
«Галльська хроніка 452 року» збереглася в чотирьох рукописах, найдавніший з яких (так званий «Лондонський рукопис № 16974», що зберігається в Британському музеї) датована IX століттям. Написаний невідомим автором у формі анналів, це історичне джерело є продовженням «Хроніки» Ієроніма Стридонського. Довгий час автором вважався Проспер Аквітанський, але на даний час це думка істориками відкинута. Передбачається, що хроніка складена гальським християнином, що мешкав у Марселі або в долині річки Рони. Починаючи виклад подій зі сходження на престол імператора Феодосія I Великого (379 р.), хроніка закінчується повідомленням про похід царя гунів Аттіли в Італію (452 р.). Ймовірно рік складання хроніки збігається з датою її останнього повідомлення.
Автор хроніки майже всю увагу приділяє Західній Римській імперії: описані події, що відбулися в Італії, Британії, Іспанії, Африці і, особливо докладно, в Галлії. Візантія згадується в основному лише при повідомленнях про смерті імператорів. Хроніка містить важливі відомості про переміщення племен варварів під час Великого переселення народів, заколотах багаудов і в боротьбі з численними єресями. Серед унікальних даних — повідомлення про підкорення саксами Британії в 441 році. Ця інформація викликала широку дискусію серед істориків з приводу достовірності даних, наведених ранньосередньовічними британськими авторами Гільдою Премудрим і Бідою Високоповажним про події на острові в 440-х роках.
Незважаючи на помилки в хронології, особливо численні за період з 424 року до кінця 440-х років, «Галльська хроніка 452 року» є цінним первинним джерелом з історії Галлії та суміжних територій Римської імперії першої половини V століття. Історична достовірність хроніки підтримується тим фактом, що її автор близький географічно і за часом до викладених подій.